# Московские каникулы (фестиваль)
«Московские каникулы» — первый в России международный фестиваль экранного творчества детей. Приуроченный к первым дням школьных летних каникул, фестиваль проходил в Москве регулярно с 1997 по 2008 годы (каждые 2-3 года); всего состоялось 5 фестивалей.

## Описание
Фестиваль «Московские каникулы» впервые ввёл детское экранное творчество в сферу широкого общественного и профессионального внимания, продвигая идею экранного творчества детей и подростков как наиболее эффективное средство творческого развития и воспитания зрительской культуры с самого раннего возраста. В числе практических результатов проведения «Московских каникул» — расширение географии детского экранного творчества, рост в стране числа детских кино- и телестудий; многие самодеятельные детские и юношеские коллективы после участия в фестивале получили помещения и оборудование для занятий, финансовую поддержку, в ряде случаев избежали закрытия; фильмы и телесюжеты, снятые юными авторами, стали включаться в телепрограммы кабельного телевидения, демонстрироваться на большом киноэкране, освещаться в прессе и т. д.

## История

### Инициаторы и учредители
Инициатором проведения и организатором кинофестиваля стал общественный благотворительный фонд «Московский детский фонд», силами которого был разработан регламент кинофестиваля, создан оргкомитет во главе с председателем правления Фонда Е. А. Фонарёвой, обеспечена работа отборочной комиссии с участием профессионалов, экспертов в области детского экранного творчества, детской психологии, киноведов, режиссёров, операторов; организованы деятельность профессионального жюри, большого детского жюри, кинопоказы, мастер-классы и обширная культурная программа на престижных московских площадках для участников и гостей фестиваля.
За разработку модели фестиваля «Московские каникулы» и успешную её практическую реализацию РОФ «Московский детский фонд» был удостоен премии Правительства Российской Федерации 2009 года в области культуры.
Учредителями кинофестиваля стали Министерство культуры РФ, Федеральное агентство по культуре и кинематографии, Союз кинематографистов РФ, Федеральное агентство по образованию, всероссийская газета для детей и подростков «Пионерская правда».

### Проведение
Фестиваль проводился под эгидой Комиссии Российской Федерации по делам ЮНЕСКО и при поддержке Комитета межрегиональных связей и национальной политики и Комитета общественных связей г. Москвы, Федерального агентства по образованию, а также Союза кинематографистов России, Всероссийского государственного института кинематографии им. С. А. Герасимова, Института повышения квалификации работников телевидения и радиовещания, других значимых творческих организаций и учреждений культуры. В подготовке ряда фестивалей принимали участие зарубежные партнёры из Франции, Индии, Болгарии и других стран.
Все годы проведения на международном фестивале были представлены не только различные регионы Российской Федерации и зарубежные страны, но и так называемое «ближнее» зарубежье. Фактически фестиваль в годы своего существования поддерживал и развивал неформальное творческое содружество юных кинематографистов в границах всего бывшего союзного государства.
Деятельность в рамках фестиваля: 
С мая 1997 года в течение более чем десятилетия «Московские каникулы» регулярно собирали экранные работы индивидуальных и коллективных авторов в возрасте от 3 до 18 лет, представляя их в конкурсной и внеконкурсной программах в номинациях: игровые, документальные, анимационные, в том числе компьютерные, образовательные видео- и кинофильмы; телепрограммы, фото-фильмы. На данном фестивале едва ли не впервые была введена номинация «семейные фильмы», то есть работы, снятые взрослыми членами семьи при участии детей.
Фестиваль «Московские каникулы» задумывался как открытая динамичная структура, в рамках которой могла бы найти своё место и аудиторию любая форма детского экранного творчества, — не столько конкурс, сколько неординарная увлекательная учёба, проходящая в яркой, праздничной форме. Фестиваль всецело был ориентирован на поощрение самобытности детского экранного творчества, оригинальности и глубины художественного видения, интереса детей к истокам и традициям национального искусства и культуры.
Целью «Московских каникул» являлось утверждение в общественном сознании важности этого уникального явления — кинематографа, который создают сами дети. Фестиваль помогал привлечь внимание государственных, общественных и коммерческих структур, а также средств массовой информации к проблемам развития в стране экранного творчества, к интересам и нуждам детских творческих коллективов, к судьбам одарённых детей и их будущему, способствовал раннему профессиональному самоопределению молодых людей с выраженными кинематографическими способностями.

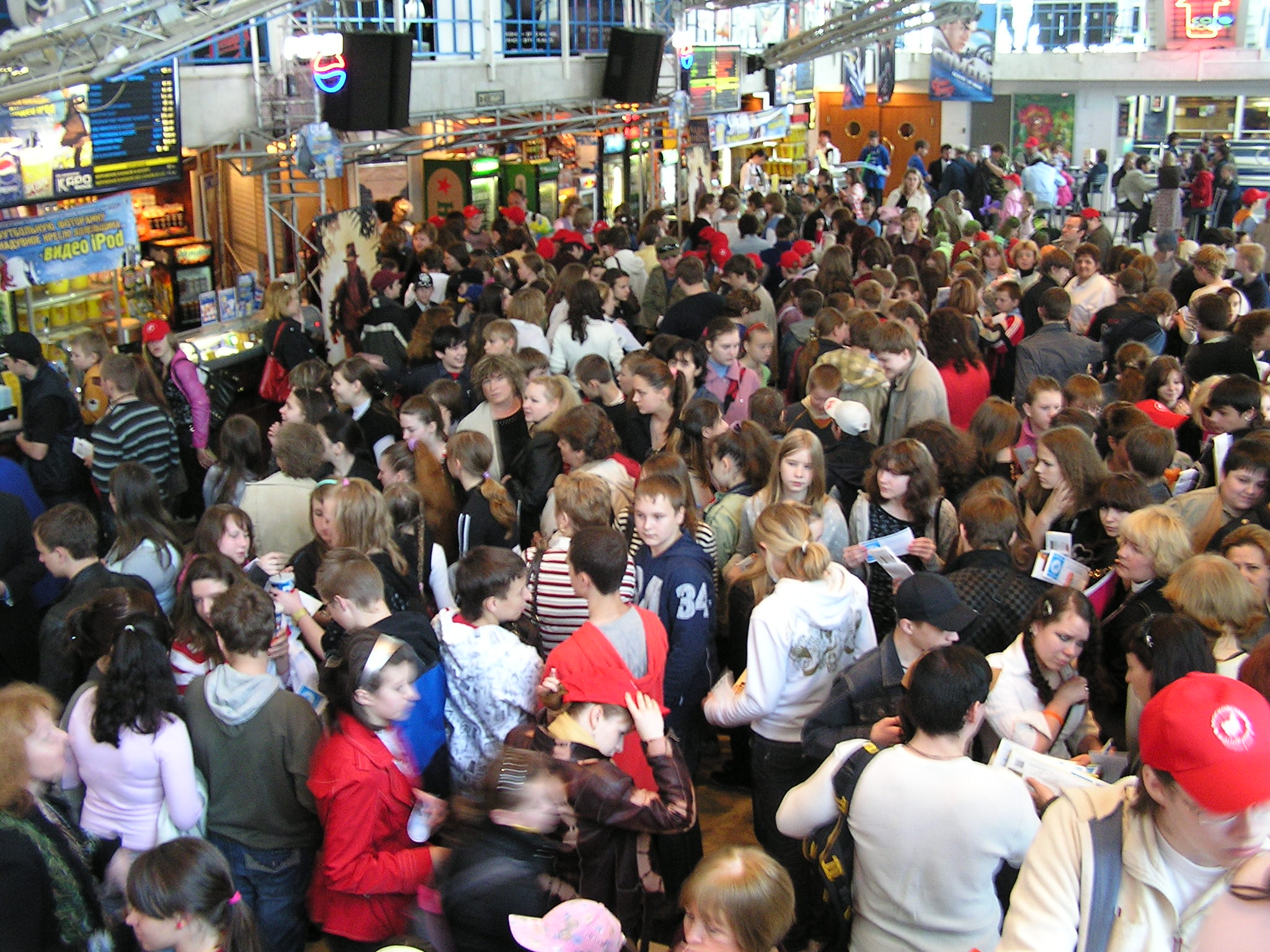
Открытие фестиваля «Московские каникулы», май 2008

В широком смысле работа фестиваля была направлена на воспитание визуальной культуры, зрительского вкуса с самого раннего возраста, поскольку его полноправными участниками становились также и зрители, которые в дни фестиваля получали редкую возможность увидеть на большом экране работы своих сверстников. Также немаловажной частью фестиваля «Московские каникулы» являлась своего рода постфестивальная работа с руководителями детских кино- и теле- студий страны, число которых в период его существования заметно выросло.
Одним из основных стратегических и концептуальных принципов являлось выдвижение оригинального, каждый раз нового для каждого предстоящего фестиваля  девиза, позволявшего определённым образом направить, сфокусировать творческое внимание участников на позитивной, созидательной тематике.
В рамках фестиваля организовывались встречи с ведущими мастерами кино, анимации и телевидения. Мероприятия фестиваля традиционно разворачивались на крупнейших культурных площадках столицы — в Доме кино, в Киноцентре на Красной Пресне, Музее кино, ЦДЛ, кинотеатре «Пушкинский» и т. д. Каждый зритель получал возможность максимально проявить инициативу и выразить собственную творческую позицию, принимая участие в работе большого детского жюри. В рамках фестиваля предусматривалась и насыщенная культурная программа, включавшая в себя посещение музеев Кремля, Оружейной палаты, Третьяковской галереи, лучших Московских театров, цирков, известных киностудий, экскурсии по Москве.
Награды и специальные призы участникам «Московских каникул» учреждались Комиссией Российской Федерации по делам ЮНЕСКО, Национальной ассоциацией телерадиовещателей, Агентством Социальной Информации, редакциями общероссийских и городских газет. Главным призом кинофестиваля «Московские каникулы» являлась бронзовая статуэтка «Конёк-Горбунок» работы скульптора Э. К. Назаряна.

## Участники и призёры фестиваля
С 1997 по 2008 годы в отборочную комиссию Фестиваля поступило свыше 2500 экранных работ разных жанров и продолжительности, созданных юными авторами из Российской Федерации и стран зарубежья (Франции, Испании, Польши, Словении, Мозамбика, Грузии, Эстонии, Литвы, Латвии, Молдавии, Белоруссии, Украины, и т. д.). В каждом из фестивалей принимало участие в среднем около 150 детских кино-, видео- и телестудий, а также индивидуальные авторы в возрасте до 18 лет. Россия, разумеется, была представлена наиболее полно. Среди участников — дети разных национальностей из различных регионов и областей России, в том числе самых отдалённых, из малых городов, сельских районов, в общей сложности из более чем 50-ти субъектов Российской Федерации.

### 1997 год — I фестиваль
Первый фестиваль «Московский каникулы» был приурочен к празднованию 850-летия Москвы.
- Главный приз («Гран-при») — детская студия «Телекомикс» г. Харьков, Украина — за комедии «Клип», «Танго», «Режиссёр»
за лучший документальный фильм — студия Областного центра детского и юношеского творчества г. Оренбург, Россия — за фильм «Давайте дружить»
- главная героиня — детское мультобъединение г. Ярославль, Россия — специальный приз жюри за искренность, особое видение и оптимизм
- за лучший мультипликационный фильм — видеостудия экспериментальной школы № 6 г. Лангепас, Тюменская область, Ханты-Мансийский округ, Россия — «У лукоморья»
- за лучший игровой фильм — «Один день из жизни завуча» (5-11)

### 1999 год — II фестиваль («Пушкин, мы и третье тысячелетие»)
По многочисленным отзывам участников фестиваля, в том числе зарубежных, «Московские каникулы» могут считаться эталоном проведения международных фестивалей для детей.
- Главный приз («Гран-при») — детская киностудия «Поиск», г. Новосибирск, Россия — фильм «Ай-да Пушкин»
- за лучший мультипликационный фильм — творческое объединение «Ксиоп», г. Новосибирск, Россия — «Надо мной в лазури ясной светит звёздочка одна»
- за лучший игровой фильм — киностудия «Пионерфильм», г. Тбилиси, Грузия — «Сказка о рыбаке и рыбке»
- за лучшую телевизионную программу — студия «Детское телевидение ГУ ЦДЮ», г. Ярославль, Россия — «Провинциалочка»
- спецприз жюри — детская творческая мастерская «Воскресение» при Республиканской больнице, г. Москва, Россия — за фильм «Пророк»
- за лучший видовой фильм — видеогруппа «Азимут» школы № 706, г. Москва, Россия — «Алтай. Признание в любви»
- за лучший короткометражный фильм — авторская школа кино и телевидения «Лантан», г. Тихвин, Ленинградская область, Россия — «Николай Андреевич Римский-Корсаков»

### 2002 год — III фестиваль («Мой Дом на карте Земли»)
Отличительной чертой фестиваля (2002 г.) стало введение номинации «семейный фильм». Девиз фестиваля «Мой Дом на карте Земли» позволил ребятам охватить многие важные темы, рассказать о дружбе и любви, о природе родного края и, главное, о его истории. Среди работ авторов старшей возрастной группы было заметно появление новой тенденции: фильм строился как откровенный и серьёзный разговор о собственном внутреннем мире и о взаимоотношениях с современным миром в целом. Острым, актуальным проблемам были посвящены, в основном, документальные фильмы и телевизионные сюжеты. Программа фестиваля показала: история Великой Отечественной войны также продолжает живо интересовать юных авторов, искренне рассказывающих прежде всего о людях, защищавших Родину. Тема человека, побеждающего обстоятельства, строящего свою жизнь вопреки трудностям, была заметна во многих работах. Дети младшего возраста, как правило, оказывались авторами забавных и познавательных сюжетов и репортажей, комедийных игровых фильмов. А в анимационном кино были представлены необычайно яркие, добрые сказочные и музыкальные фильмы, созданные авторами, в числе которых и самые юные (от 3 лет).
- за лучший игровой фильм — республиканский дворец технического творчества школьников г. Вильнюс, Литва — «Крылья»
- за лучший игровой фильм — видеостудия «Канутиайа» Дворец молодёжи, г. Таллинн, Эстония — «Сны моего детства»
- за лучший анимационный фильм — детская киностудия «Поиск», муниципальное учреждение дополнительного образования, г. Новосибирск, Россия — «Бабка-Ёжка»
- за лучший анимационный фильм — киноцентр «Веснянка» г. Днепропетровск, Украина — «Свинка-Парасинка»
- за лучший документальный фильм — киноцентр «Веснянка» г. Днепропетрвск, Украина — «Сутки с Пушкиным»
- за лучший музыкальный клип — детская студия мультипликации «Визарт» г. Новосибирск, Россия — «Про Ивана»
- за лучшую социальную рекламу — Московский детский телевизионный центр (МГДТУЦ) г. Москва — «Минздрав предупреждает»
- за лучший телесюжет — детское телевидение ГТРК «Ярославия» г. Ярославль, Россия — «Про рыжих»

### 2005 год — IV фестиваль («Новый век моими глазами»)
Девиз фестиваля «Новый век — моими глазами» — предполагал большую свободу в выборе тем, может быть поэтому было представлено особенно много детских работ — более 480. На четвёртом фестивале «Московские каникулы» специалистами была подмечена интересная тенденция: ребята стали больше обращать своё внимание на мир отдельного человека. И это не бесцеремонное вторжение и поверхностный взгляд со скоропалительными выводами, как часто можно увидеть на «взрослом» экране. Дети пытались в «обычном» человеке увидеть яркую индивидуальность и неповторимость, и это у них получилось. Особенно это проявилось в сюжетам разных студий, посвящённых работе поисковых отрядов, возвращающих из небытия имена павших в Великой Отечественной войне солдат.
Острей стал интерес к истории, к реальности исторического факта, включая личное переживание событий прошлого.
Фильмы, в которых реальные события частной жизни сочетаются с острой нравственной проблемой, на фестивале одинаково высоко оценивались и взрослыми, и детьми.
Фестиваль ещё раз наглядно показал, как дети, погружённые в мир творчества, способны размышлять об увиденном и пережитом в реальности и анализировать даже самые сложные жизненные явления. Ещё один аргумент в пользу усиления внимания к творческим детским творческим студиям и их поддержки на всех уровнях.
- Главный приз («Гран-при») — детская телестудия «Аргыс», Горный улус, село Бердигестях, Республика Саха (Якутия), Россия — за фильм «Совесть»
- лучший документальный фильм — школьное агентство «Большая медведица» областного Дворца творчества детей и молодёжи, г. Оренбург, Россия — «Не поле перейти»
- лучший образовательный фильм — школьная видеостудия «Фаэтон», село Лесное, Тверская область, Россия — «Мегамир»
- лучший игровой фильм — видеогруппа «Радиус» Останкинского детского дома, село Останкино, Нижегородская область, Россия — «Весна придёт!»
- лучшая программа анимационных фильмов — мастерская мультипликации детской студии телевидения «Старая мельница» г. Новосибирск, Россия
- лучший анимационный фильм — центр творческого развития детей и молодёжи «Симха», г. Днепропетровск, Украина — «Субботнее чудо»
- номинация «Актуальная камера» — Республиканский дворец технического творчества школьников, г. Вильнюс, Литва — фильм «Белая жизнь»
и Студия «НООРФИЛЬМ», г. Таллинн, Эстония — фильм «Куда идёшь?»

### 2008 год — V фестиваль («Послания детства. На пороге мечты»)
Достойными участниками фестиваля стали многочисленные новые коллективы. Замечательные детские кино — и мультстудии в последние годы стали появляться уже не только в мегаполисах, но и в небольших городах, посёлках, сельских районах, даже в самых отдалённых регионах страны. А, главное, представленные ими работы были выполнены на достаточно высоком художественном и техническом уровне. Интересными оказались не только поставленные юными авторами проблемы, но и само их творческое воплощение на экране.
В целом по итогам фестиваля можно сказать, — дети всё чаще стали задумываться о выразительности формы, обращаться к разнообразным техникам и приёмам экранного искусства. Фестиваль представил неповторимую картину детских ожиданий, искренних оценок, размышлений и надежд. В целом его экранная программа показала: детей заботит будущее — не только их собственное, но и будущее страны, будущее самой планеты. Всё чаще стали появляться фильмы на глобальные экологические и социальные темы. Всё более глубоким и неформальным становится интерес к прошлому родной страны, к её историческому и культурному наследию. Но, быть может, наиболее остро и ярко дети стали ощущать настоящее, поскольку гораздо тоньше и  порой внимательнее взрослых.
Программа фестиваля дала уникальную возможность — взглянуть на современность глазами детей, увидеть мир и его проблемы в зеркале особого детского видения..
Лучшими в конкурсной программе V Международного фестиваля экранного творчества детей «Московские каникулы» признаны фильмы:
«Возвращение» — детское творческое объединение «Радуга», с. Хворостянка, Самарская область, Россия
«Пожар» — видеогруппа «Радиус», с. Останкино, Нижегородская область, Россия.